# Ступина (Констанца)
Ступина (рум. Stupina) насеље је у Румунији у округу Констанца у општини Круча. Oпштина се налази на надморској висини од 112 m.

## Становништво
Према подацима из 2002. године у насељу је живело 771 становника, од којих су сви румунске националности.